# Dole na Zilji
Dole na Zilji (nemško Dellach) je  občina  v Gornji Ziljski dolini v  okraju Šmohor na avstrijskem Koroškem.

## Geografija

### Geografska lega
Občina leži v Gornji Ziljski dolini  na meji z Italijo. Nad območjem občine je gora Reißkofel, ki je z 2371 m n.m.v. najvišja gora   Ziljskih Alp.

### Naselja v občini
Občina Dole na Zilji je enovita katastrska občina, sestavljena iz dvanajstih naselij (v oklepaju prebivalstvo na 1. januarja 2015)::
| - Dole na Zilji (Dellach) (624) - Goldberg (21) - Gurina (14) - Höfling (3) - Leifling (145) - Monsell (8) | - Nölbling (114) - Rüben (5) - Sv. Danijel (257) - Siegelberg (0) - Stollwitz (29) - Wieserberg (9) |

## Zgodovina
Na območju občine je bila prazgodovinska naselbina Gurina  iz halštatskega obdobja. V bližini so bile odkrite jame za taljenje bakra, kar priča o cvetoči kulturi med leti 600-400 pr.n.š. V keltski naselbini Gurina so kovali kovance in je staro vsaj 2900 let ter bilo domnevno prvo rimsko mesto na ozemlju današnje Avstrije.
Ime Dole oziroma nemško ime izhaja iz slovanskega jezika („Doljah“, kar je pomen za „tisti, ki živijo v dolini“), slovensko ime je lahko „Dole“ od dol: dolnja stran, v narečju „Doljani“, kar se je ponemčilo v Dellach. Leta 1370 je bil kraj v listini omenjen kot Doelach. Izkopavanja na območju sedanje farne cerkve Sv. Danijela so odkrila ostanke prejšnjih štirih stavb iz korolinške dobe do pozne romanike, kar kaže na poselitev v zgodnjem srednjem veku.
Grad Goldenstein je bil sedež – kasneje kombiniranega z Pittersbergom- pomembnega deželnega sodišča za Zgornjo Ziljo. Sodišče je bil fevd Goriško-tirolskih grofov. Po izumrtju Goriških je sodišče prišlo pod deželnoknežje gospostvo Habsburžanov. Od njih je skupaj z grofijo Ortenburg bilo leta 1524 preneseno na Gabrijela von Salamanco. Celotno posest z grofijo so leta 1640 pridobili bratje Widmann, od katerih jo je leta 1662  kupil Ferdinand Porcia. V njihovi lasti je bilo sodišče Goldenstein do leta 1848 tj. do ukinitve fevdalnega reda,  lastništvo nad gradom pa je ostalo do leta 1918. 
Dole so bile po odkritju cinka in bakra v poznem srednjem veku center za predelavo kovin, v 18. In 19. stoletju so tudi izkopavali železovo rudo. Takrat je tu živelo 291 rudarjev in kovinarjev. 
Dole so bile ustanovljene kot občina leta 1850 in od takrat niso spremenili mej.

## Prebivalstvo
Po popisu prebivalstva leta 2001 so imele Dole 1.373 prebivalcev. 85,9 % prebivalcev se je prištevalo k rimo-katolikom, 11,9 % pa evangeličanom.

## Znamenitosti v občini
- Cerkev Sv. Helene v Wieserbergu: romanska zgradba
- Farna cerkev St. Danijela prafara Gornje Ziljske doline
- Gurina: arheološke izkopanine  Gurina z rekonstruiranim templjem
- Center GeoPark Karnijske Alpe

## Znane osebe iz občine
- Anton Ronacher (1841–1892), gledališčnik
- Wolfgang Waldner (* 1954), državni sekretar, Deželna vlada (Koroške)
- Gabi Waldner (* 1969),  novinarka in moderatorka